# Emiliano Zapata Uno, Sonora
Emiliano Zapata Uno är en ort i Mexiko.   Den ligger i kommunen Huatabampo och delstaten Sonora, i den västra delen av landet, 1 300 km nordväst om huvudstaden Mexico City. Emiliano Zapata Uno ligger 52 meter över havet och antalet invånare är 285.
Terrängen runt Emiliano Zapata Uno är platt. Runt Emiliano Zapata Uno är det ganska tätbefolkat, med 70 invånare per kvadratkilometer. Närmaste större samhälle är Palo Verde, 16,1 km sydost om Emiliano Zapata Uno. Trakten runt Emiliano Zapata Uno består till största delen av jordbruksmark.